# Muktesareh
Muktesareh is een bestuurslaag in het regentschap Sampang van de provincie Oost-Java, Indonesië. Muktesareh telt 3117 inwoners (volkstelling 2010).